# 13e cérémonie des Florida Film Critics Circle Awards
La 13e cérémonie des Florida Film Critics Circle Awards, décernés par le Florida Film Critics Circle, a eu lieu le 18 décembre 2008, et a récompensé les films réalisés dans l'année.

## Palmarès
- Meilleur film :
  - Slumdog Millionnaire
- Meilleur réalisateur :
  - Danny Boyle pour Slumdog Millionnaire
- Meilleur acteur :
  - Mickey Rourke pour le rôle de Randy Robinson dans The Wrestler
- Meilleure actrice :
  - Melissa Leo pour le rôle de  Ray Eddy dans Frozen River
- Meilleur acteur dans un second rôle :
  - Heath Ledger pour le rôle du Joker dans The Dark Knight : Le Chevalier noir (The Dark Knight)
- Meilleure actrice dans un second rôle :
  - Marisa Tomei pour le rôle de Cassidy dans The Wrestler
- Meilleur scénario :
  - Slumdog Millionnaire – Simon Beaufoy
- Meilleure photographie :
  - The Dark Knight : Le Chevalier noir (The Dark Knight) – Wally Pfister
- Meilleur film en langue étrangère :
  - Morse (Låt den rätte komma in) •  Suède
- Meilleur film d'animation :
  - WALL-E
- Meilleur film documentaire :
  - Le Funambule (Man On Wire)
- Pauline Kael Breakout Award : (meilleure révélation)
  - Martin McDonagh